# 鱼人二代
鱼人二代，本名林晗，中國著名網絡作家，畢業於哈尔滨理工大学计算机科学与技术专业。

## 主要经历
- 2006年11月开始从事网络小说创作，发布处女作《重生追美记》。
- 2008年9月，《重生追美记》完本，第二本小说《很纯很暧昧》发布，受到一致好评。
- 2011年4月，鱼人第三本小说《校花的贴身高手》发布，截止2024年3月份，此小说仍然连载中。
- 2014年《极品修真强少》发布。
- 新书《总裁校花赖上我》连载中。

## 主要荣誉
- 《重生追美记》2006年11月一经发布，就登上起点首页点击榜、推荐榜第一名，新人作品榜第一名。
- 《很纯很暧昧》，首发起点中文网之后，登陆了移动手机阅读平台，短时间内冲上点击榜、鲜花榜、人气榜第一名。
- 2013年12月3日，2013第八届中国作家富豪榜品牌子榜单—“中国网络作家富豪榜 ”重磅推出，鱼人二代以400万元年度版税收入，位居第14位，引发广泛关注。

## 影視
- 《校花的贴身高手》(1-4季)
- 《校花前傳之很純很曖昧》

## 外部
- 起点大神鱼人二代回母校谈梦想 （页面存档备份，存于）
- 《校花的贴身高手》力压众“校花” 强行出镜